# Santiago Ramón y Cajal
Santiago Ramón y Cajal, född 1 maj 1852 i Petilla de Aragón, Navarra, död 18 oktober 1934 i Madrid, var en spansk läkare. År 1906 erhöll han Nobelpriset i fysiologi eller medicin tillsammans med Camillo Golgi.

## Biografi
Ramón y Cajal studerade medicin i Zaragoza, där fadern var professor i anatomi, deltog som militärläkare i en expedition till Kuba 1874–75, blev kort därefter professor vid den medicinska fakulteten i Zaragoza och direktör för museet där 1879 och promoverades till medicine doktor i Madrid 1885. Två år senare erhöll han en professur i histologi och patologisk anatomi i Barcelona och utnämndes slutligen 1892 till professor i samma ämnen vid universitetet i Madrid. 
Ramón y Cajal publicerade från 1880 en stor mängd vetenskapliga arbeten, till största delen berörande nervvävnadernas histologi, av vilka många fick grundläggande betydelse för nerv- och hjärnforskningen. I stor utsträckning begagnade han vid sitt vetenskapliga arbete en av Camillo Golgi utarbetad metod, som i hans, men även i Golgis egna händer var ägnad att skapa en ny epok i den morfologiska hjärnforskningens historia. Senare framträdde Ramón y Cajal därjämte med arbeten, utförda med självständig metodik, som tillät ett vida djupare inträngande i nervvävnadens finaste sammansättning, än vad som varit möjligt med Golgis. 
Bland Ramón y Cajals främsta arbeten märks Trabajos del laboratorio de investigaciones biológicas de la universidad de Madrid (1888 ff.), Manual de histología normal y técnica micrográfica (1889), Die Retina der Wirbeltiere (1894), Textura del sistema nervioso del hombre y de los vertebrados (1897–99) och Studien über die Hirnrinde des Menschen (1900–03). 
Ramón y Cajal var hedersdoktor vid en mängd universitet, belönades vid upprepade tillfällen och i skilda länder med vetenskapliga pris och medaljer och delade med den ovannämnde Camillo Golgi 1906 det Nobelpriset i fysiologi eller medicin. Han invaldes samma år som ledamot av Vetenskaps- och vitterhetssamhället i Göteborg och 1916 som utländsk ledamot av Kungliga Vetenskapsakademien.